# 김윤주 (정치인)
김윤주(金潤周, 1948년 7월 3일 ~ )는 대한민국의 정치인이다. 민선 2, 3, 5, 6기 군포시장을 역임하였다.

## 경력
- 1977 ~ 1993 : 범양냉방 노동조합 위원장
- 1993 ~ 1998 : 한국노동조합총연맹 경기중부지역지부 의장
- 1996 ~ 1998 : 한국노동조합총연맹 중앙위원
- 바른언론을 위한 안양, 군포, 의왕 시민연합 공동대표
- 1997.07 ~ 1998.05 : 안양, 군포, 의왕, 환경운동연합 지도위원
- 1998.02 ~ : 동북아평화연대 자문위원
- 1997.12 제15대 대통령 선거 새정치국민회의 김대중 대통령 후보 경기도선거대책위원회 본부장
- 새정치국민회의 경기도 지부 군포시 지구당 부위원장
- 새정치국민회의 경기도 지부 군포시 지구당 자방자치협의회 수석부의장
- 1998.02 ~ : 연해주 민족학교 설립공동추진위원회 위원장
- 1998 ~ 2006 : 제10·11대 경기도 군포시장(민선 2·3기, 새정치국민회의→새천년민주당→무소속→열린우리당, 재선)
- 2007.11~2007.12: 제17대 대통령 선거 대통합민주신당 정동영 대통령 후보 경기도선거대책위원회 본부장 및 경기도 가족행복원회 총괄본부장
- 2008.03~2009.04: 제18대 국회의원 선거 통합민주당 김부겸 경기 군포시 국회의원 후보 선거대책위원회 위원장
- 2010 ~ 2018 : 제13·14대 경기도 군포시장(민선 5·6기, 민주당→민주통합당→민주당→새정치민주연합→무소속→국민의당→바른미래당, 4선)
- 2014~2015: 새정치민주연합 정책위원회 부의장
- 1998.07~2000.01 : 새정치국민회의
- 2000.01~2014.03 : 새천년민주당,열린우리당,대통합민주신당,통합민주당,민주당,민주통합당,민주당
- 2014.03~2015.12 : 새정치민주연합
- 2015년 12월 6일: 새정치민주연합 탈당. 무소속 전향.
- 2016년 2월 21일: 국민의당 입당
- 2016.02~2018.02 : 국민의당
- 2018.02 ~2020.02: 바른미래당
- 2020.02 ~ 2022.05 : 바른미래당 탈당 및 국민의당 입당
- 2022.05 ~ : 국민의힘

## 수상
- 1985년 대통령포상
- 1996년 석탑산업훈장
- 2003년 한국지방자치경영대상 최고경영자상
- 2010년 매니페스토 약속대상 기초자치단체장 선거공약서부문 우수상
- 2013년 한국의 최고경영인상 윤리경영부문
- 2015년 대한민국 경영대상 지속가능 윤리 경영 분야 대상[1]

## 역대 선거 결과
|  | 39.30% |

|  | 48.91% |

|  | 34.83% |

|  | 55.01% |

|  | 59.65% |

|  | 17.25% |

## 소속 정당
| 소속 정당 | 소속 정당      | 소속 기간 | 비고           |
| --------- | -------------- | --------- | -------------- |
|           | 새정치국민회의 | 1996~2000 | 정계 입문      |
|           | 새천년민주당   | 2000~2003 | 합당           |
|           | 무소속         | 2003      | 탈당           |
|           | 열린우리당     | 2003~2007 | 창당           |
|           | 대통합민주신당 | 2007~2008 | 합당           |
|           | 통합민주당     | 2008      | 합당           |
|           | 민주당         | 2008~2011 | 당명 변경      |
|           | 민주통합당     | 2011~2013 | 합당           |
|           | 민주당         | 2013~2014 | 당명 변경      |
|           | 새정치민주연합 | 2014~2015 | 합당           |
|           | 더불어민주당   | 2015~2016 | 당명 변경      |
|           | 무소속         | 2016      | 탈당           |
|           | 국민의당       | 2016~2018 | 창당           |
|           | 바른미래당     | 2018~2020 | 합당           |
|           | 무소속         | 2020      | 탈당           |
|           | 국민의당       | 2020~2022 | 입당           |
|           | 국민의힘       | 2022~현재 | 합당 정계 은퇴 |